# Borne frontière
Pour les articles homonymes, voir Borne.
 (16 janvier 2017).

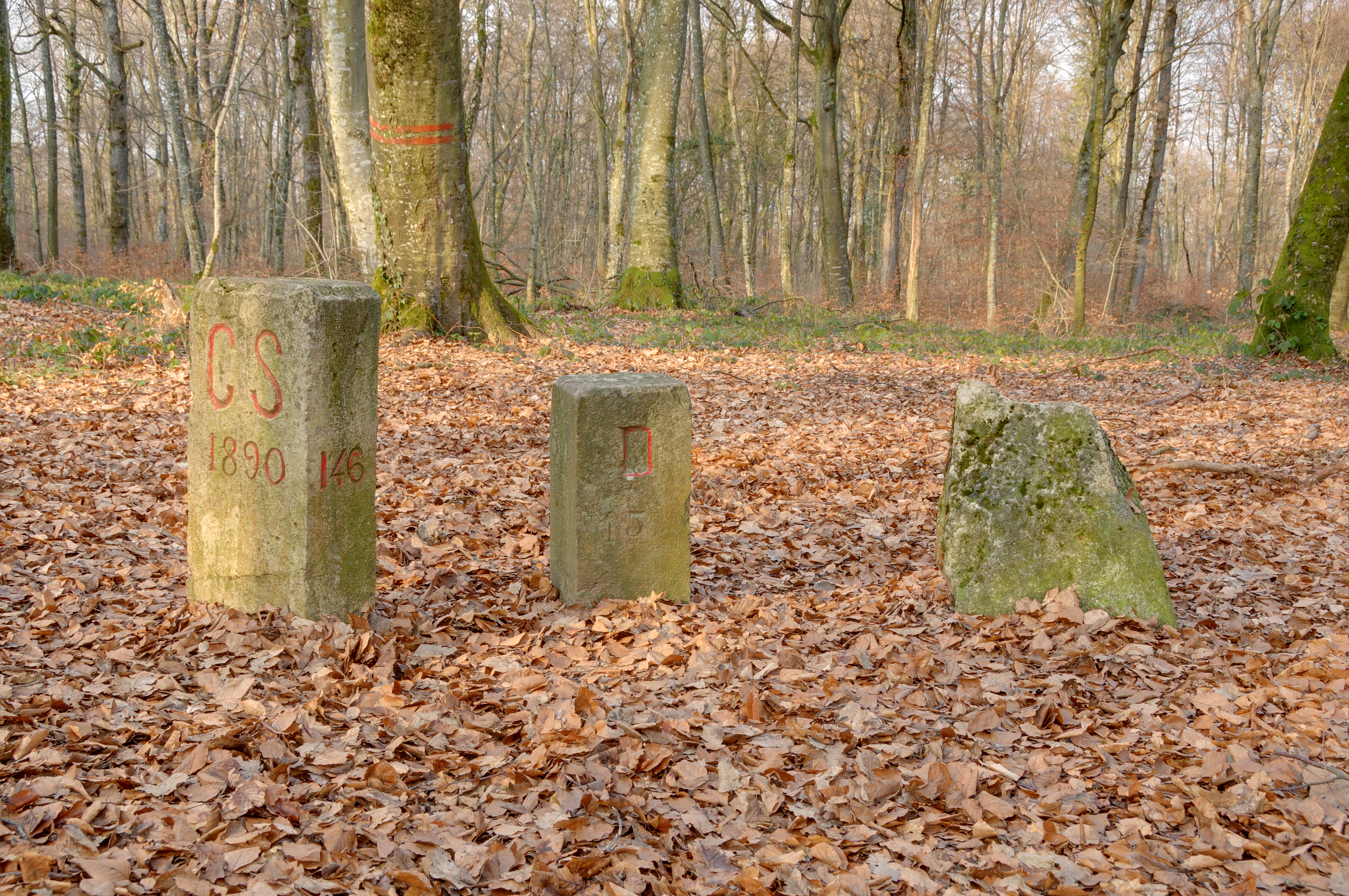
À gauche, la borne des trois puissances (les initiales « CS » signifient « Confédération Suisse »). Au milieu, une des bornes marquant la frontière entre la France et l'Allemagne (l'Alsace-Lorraine était annexée, conséquence de la guerre de 1870-1871). À droite, ce n'est que la base d'une borne datant de l'époque des Habsbourg.

Une borne frontière est une borne géographique matérialisant le passage d'une frontière.

## Forme et implantation

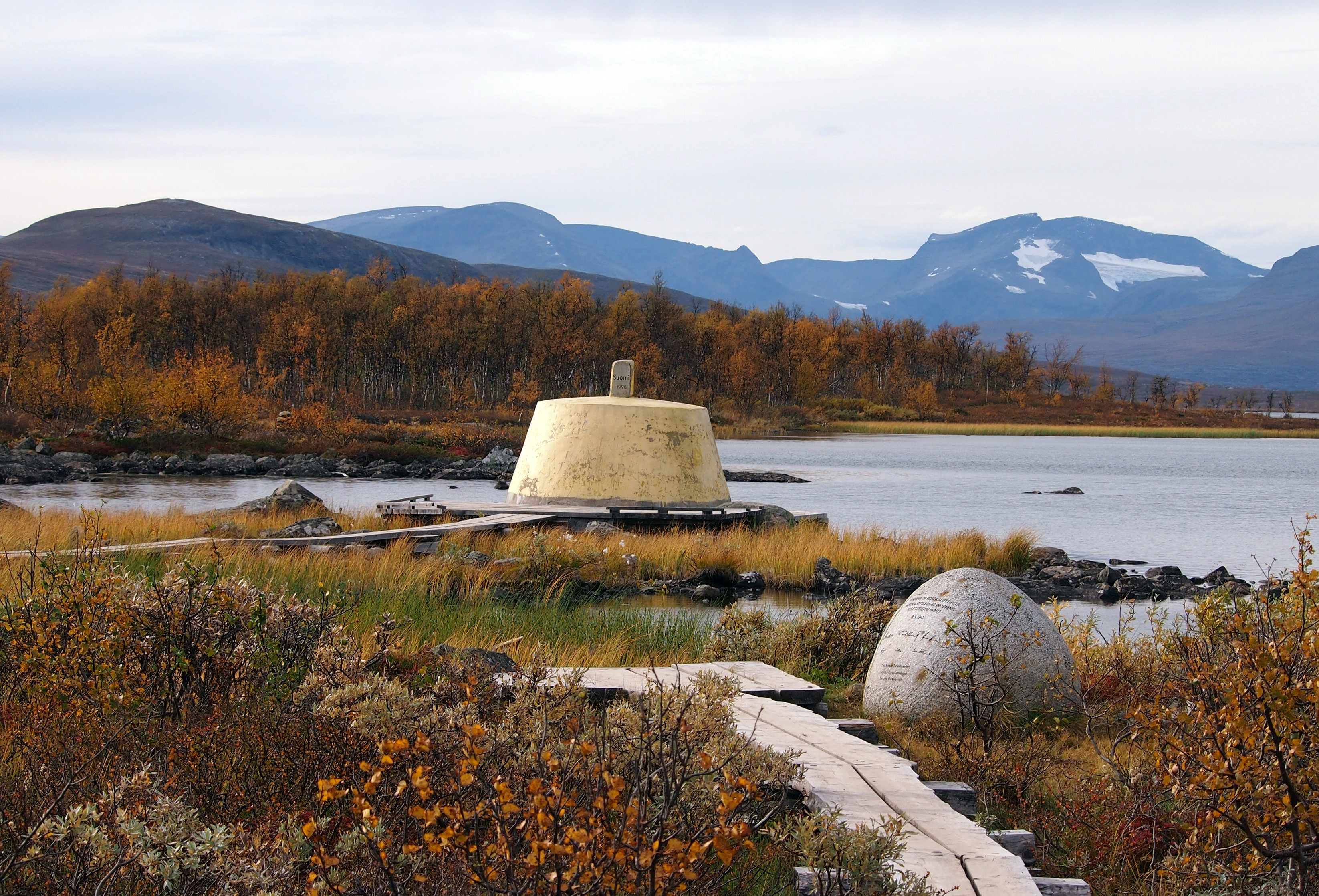
Cairn des Trois Royaumes, Finlande, Norvège et Suède.

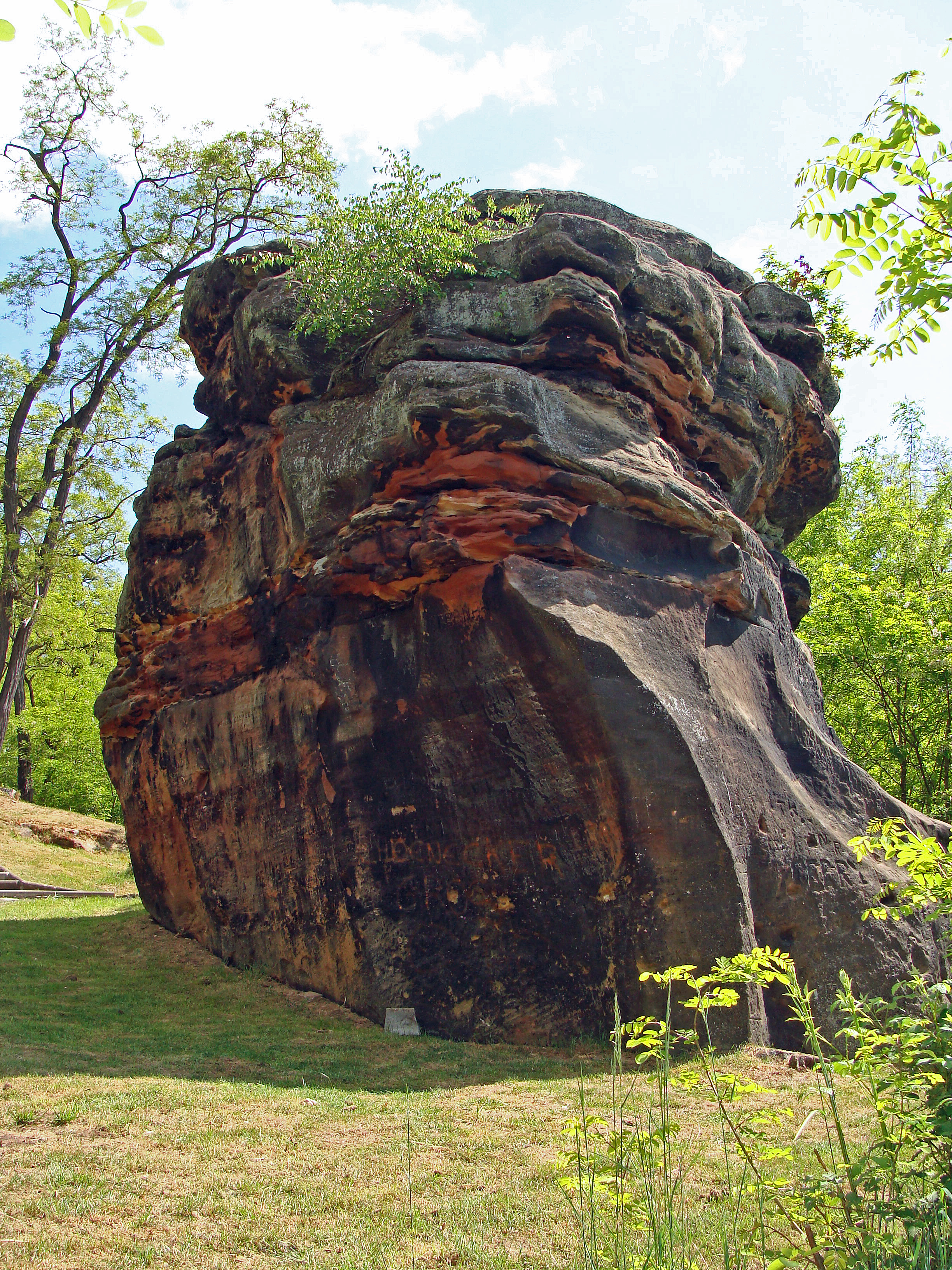
Le Wieselstein (Freyming-Merlebach), mégalithe druidique ayant servi de borne frontière

Il s'agit de pierres plantées, poteaux, bornes portant les armoiries des deux pays limitrophes, gravures sur des rochers inamovibles…
En plus des armoiries, il est fréquent de trouver le millésime de l'année de la plantation de la borne ainsi que son numéro d'ordre. Sur le dessus de la borne, un sillon indique le tracé de la frontière.
Certains mégalithes et menhirs ont servi de borne frontière : la Pierre des douze Apôtres de Meisenthal qui marque la frontière entre l'Alsace et la Lorraine et dont le nom local est Breitenstein (ce qui peut se traduire par pierre frontière) en est un exemple. Le mégalithe druidique du Wiselstein de Freyming-Merlebach a servi de borne dès l'époque romaine.

## Abornement
En France, ce sont les délégués à l'abornement de la Délégation aux Affaires Internationales et Européennes (DAIE) du Ministère de l'Intérieur, historiquement et en raison de sa compétence régalienne en matière de circonscriptions administratives territoriales, qui sont chargés de la pose et de l'entretien des bornes qui matérialisent la ligne frontière du pays. 
Les représentants des deux pays concernés se retrouvent dans les commissions mixtes d'abornement (CMA), annuelles ou bisannuelles, qui se tiennent alternativement en France et dans l'autre pays frontalier, pour la mise au point d'un plan de répartition des travaux à effectuer par les agents responsables, et la répartition équitable des dépenses occasionnées par ces travaux.  Le ministère de l'Intérieur alloue environ 30 000 euros de crédits spécifiques dits « d'abornement et d'entretien de la frontière », ouverts chaque année sur son budget.

## Galerie photographique

### Frontière franco-suisse
Exemples de bornes :

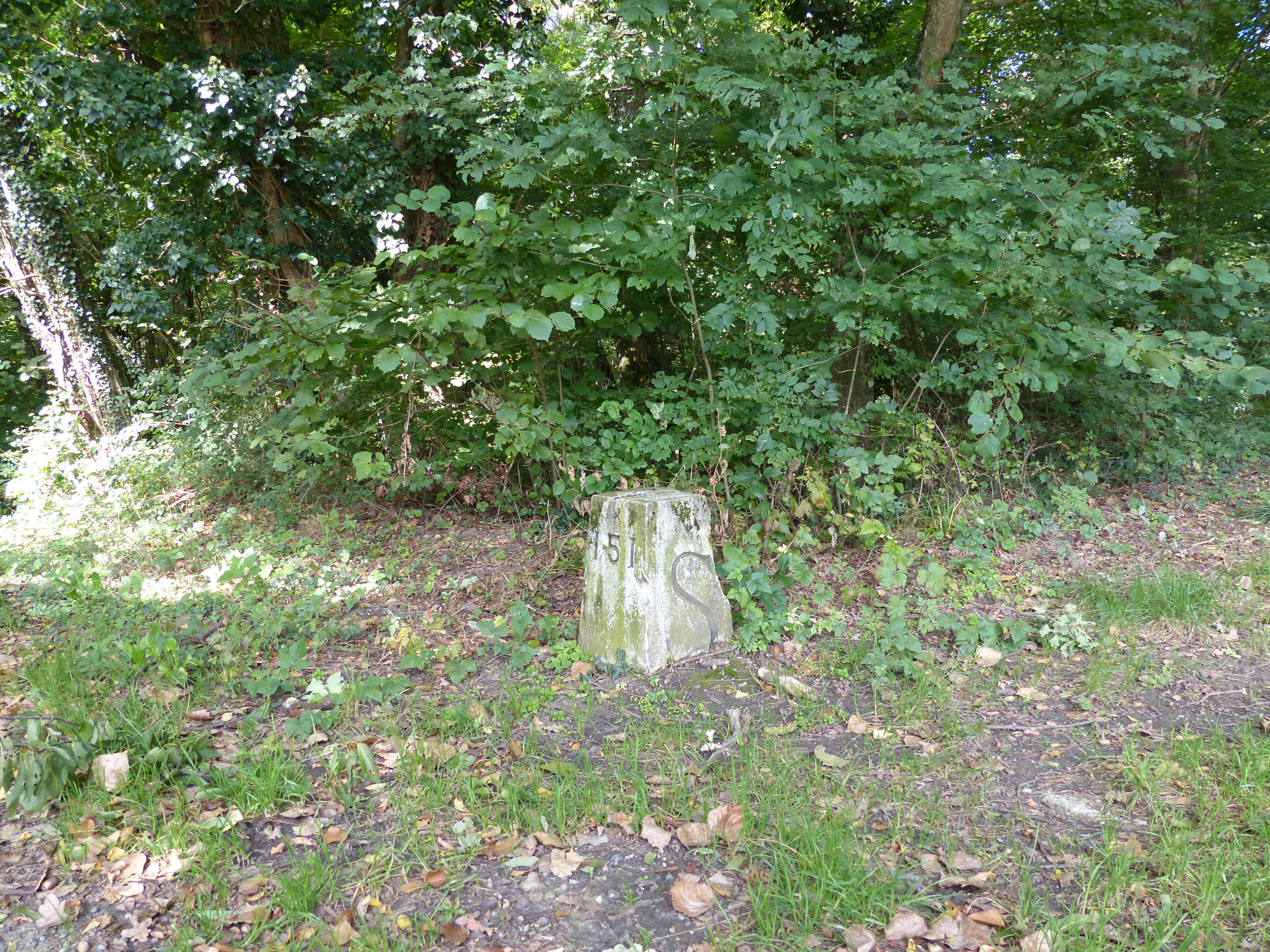
Borne frontière franco-suisse no 151 côté France entre Jussy et Saint-Cergues, marquée d'un S pour Savoie
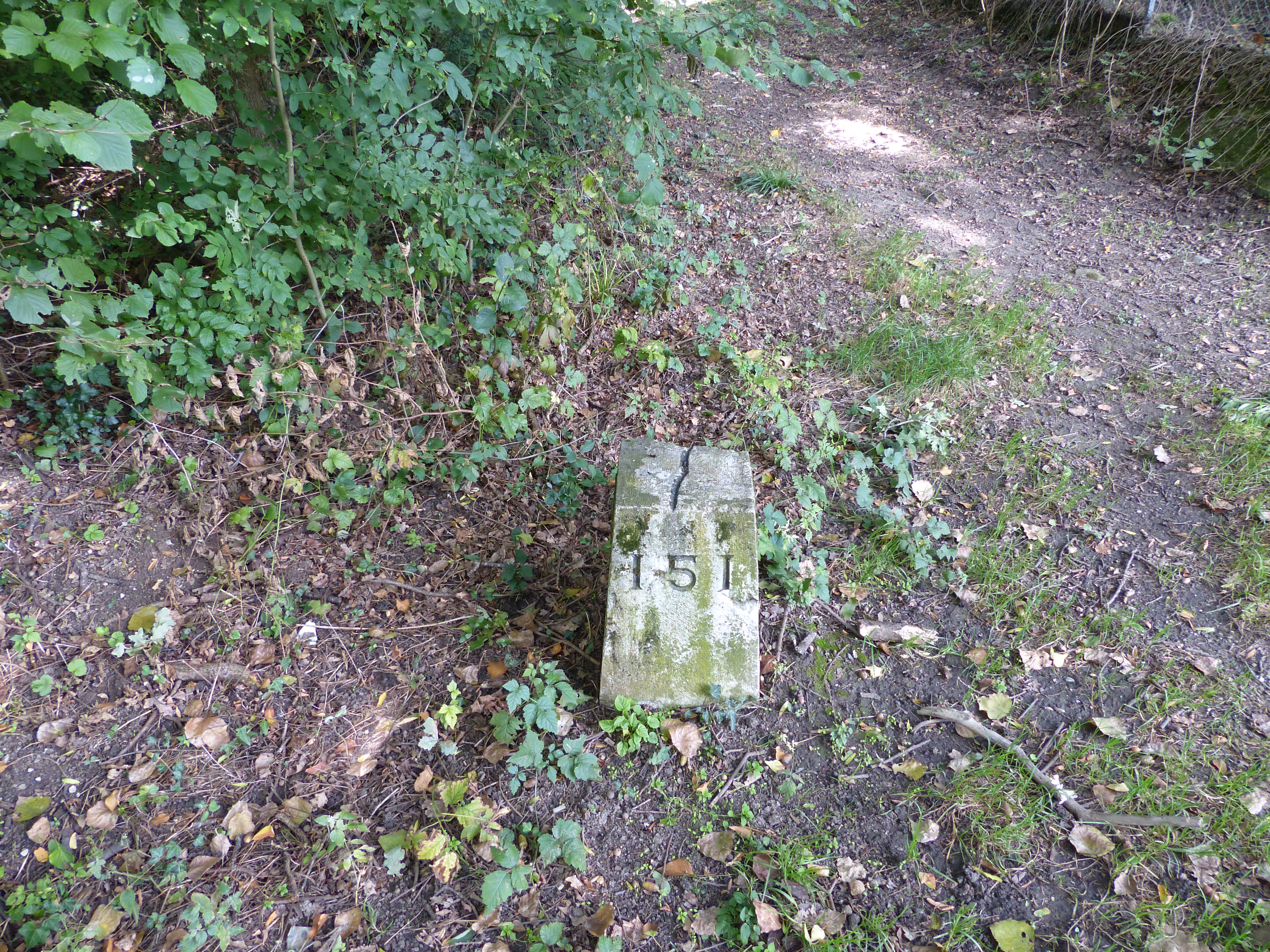
La même borne, avec le trait dans la direction de la frontière
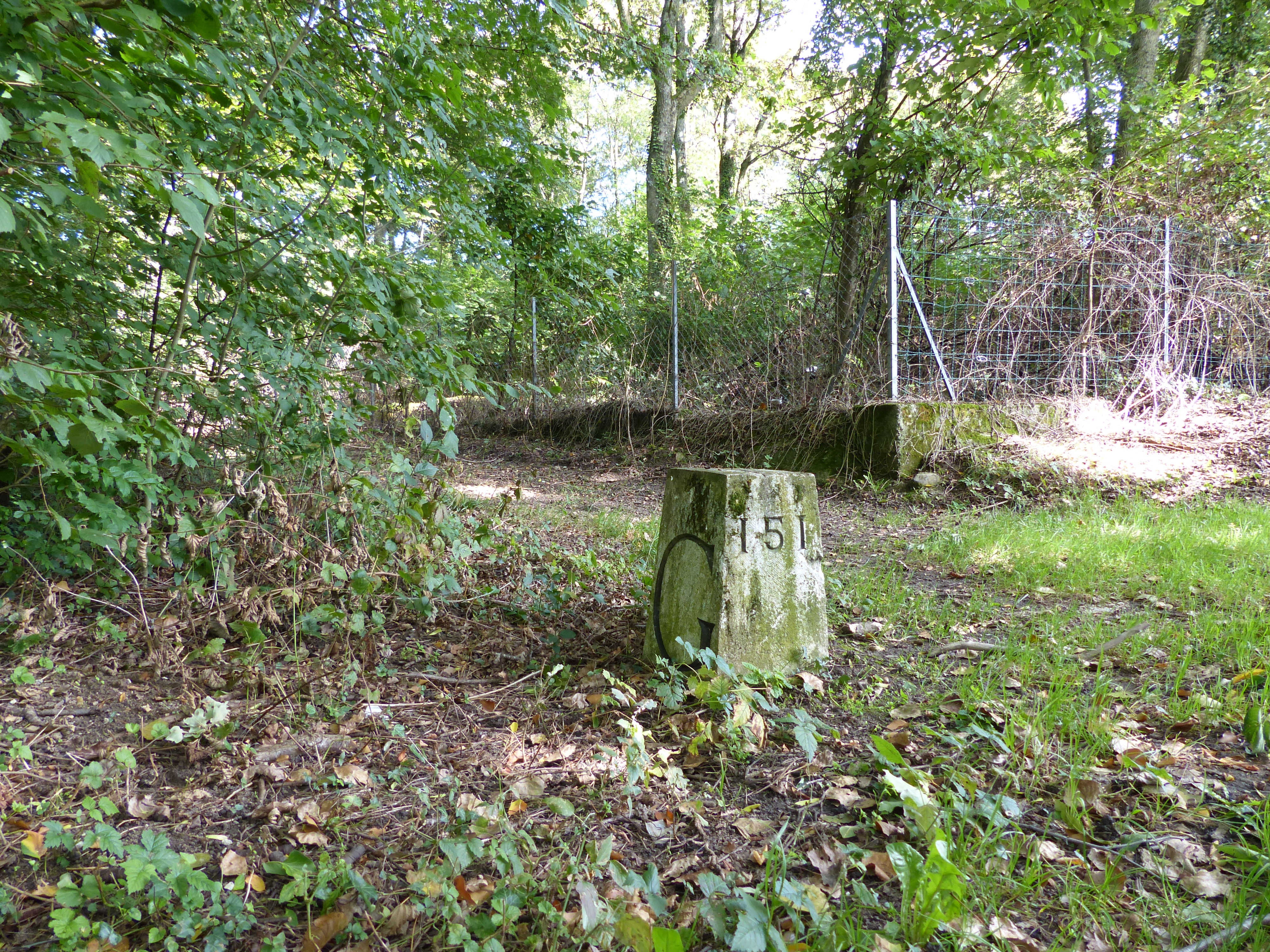
La même borne, marquée d'un G pour Genève
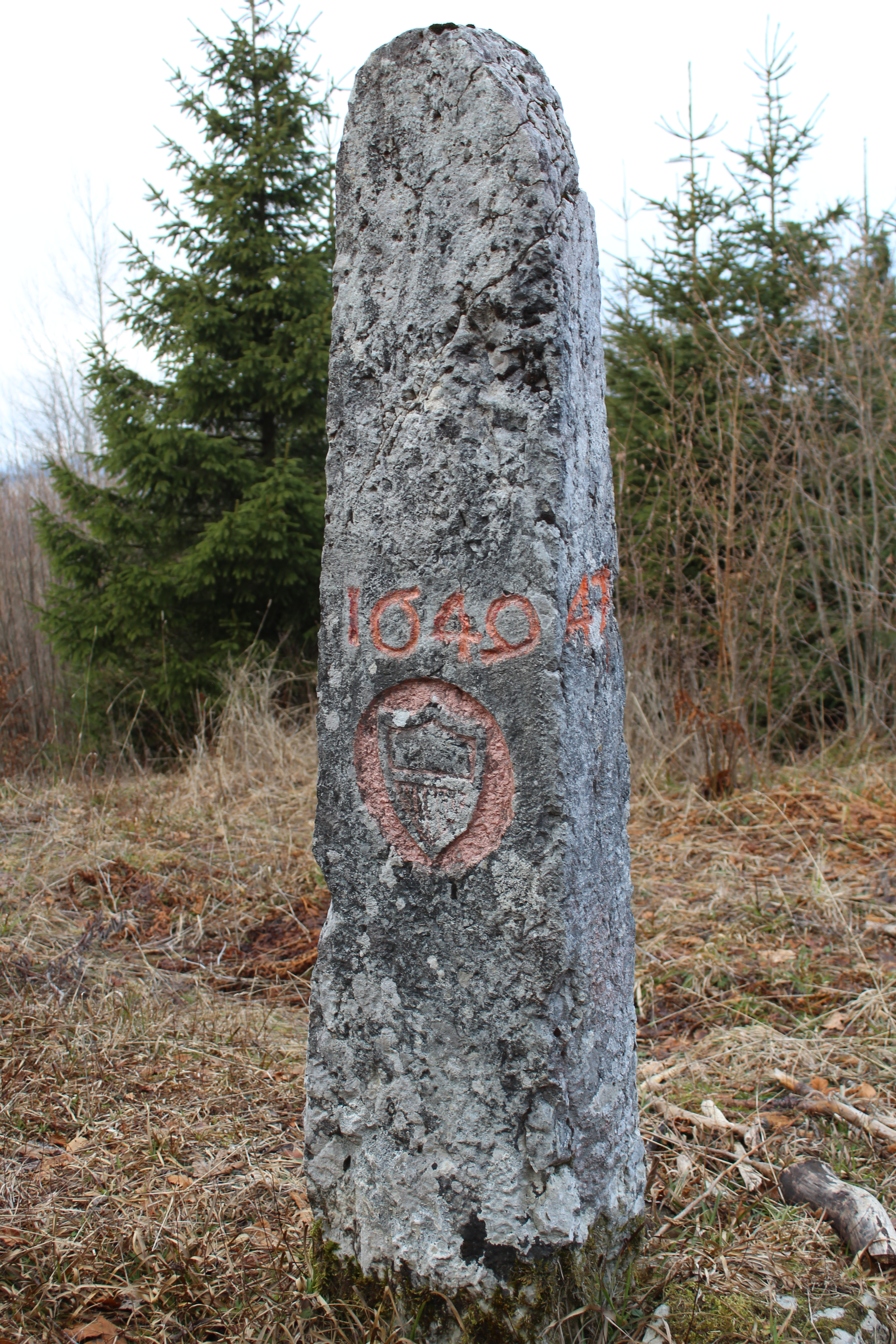
Borne frontière franco-suisse no 47, côté suisse, datée de 1649, entre Jougne et Ballaigues.
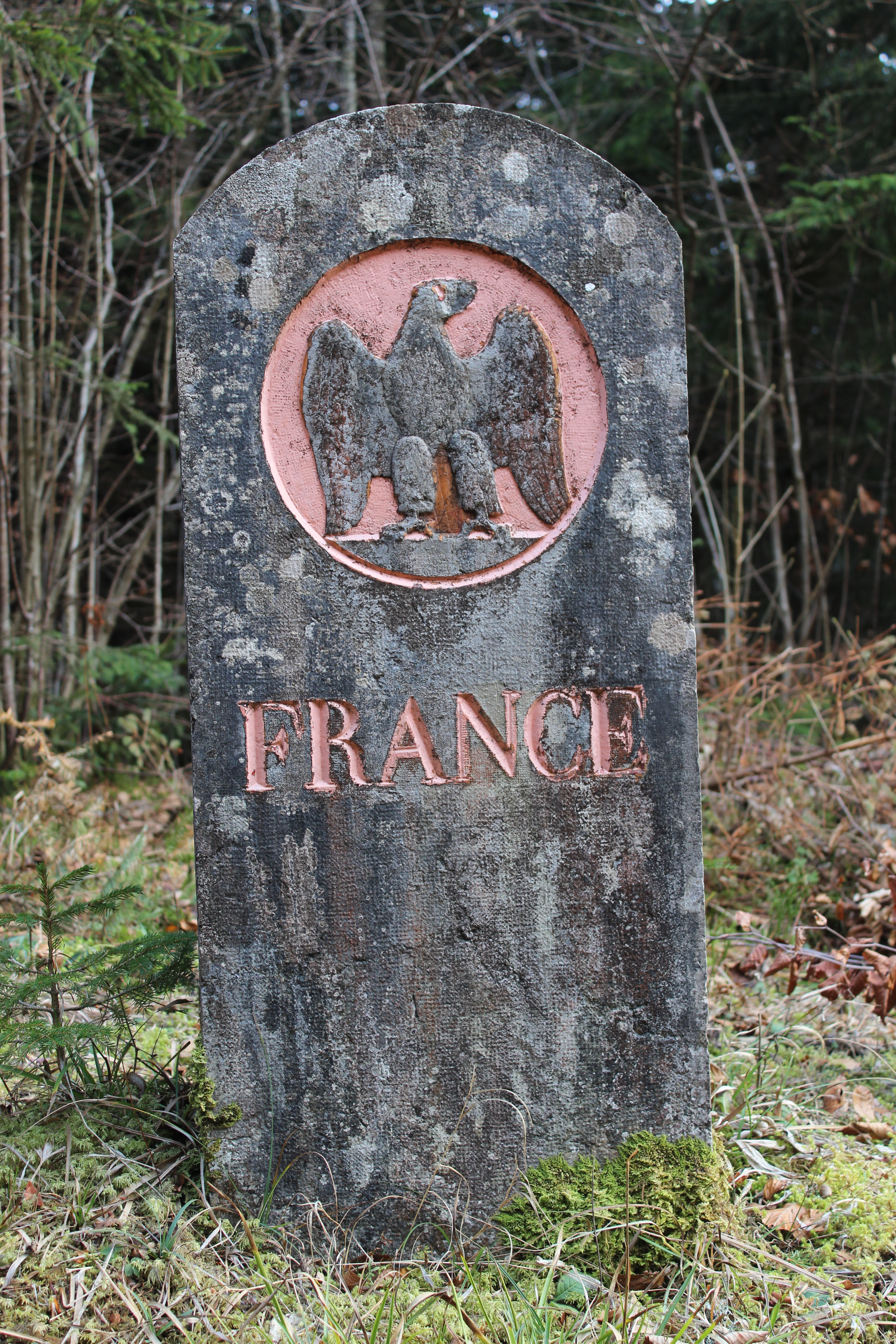
Borne frontière franco-suisse no 52, côté français, datée de 1866 avec aigle impériale, entre Jougne et Ballaigues.
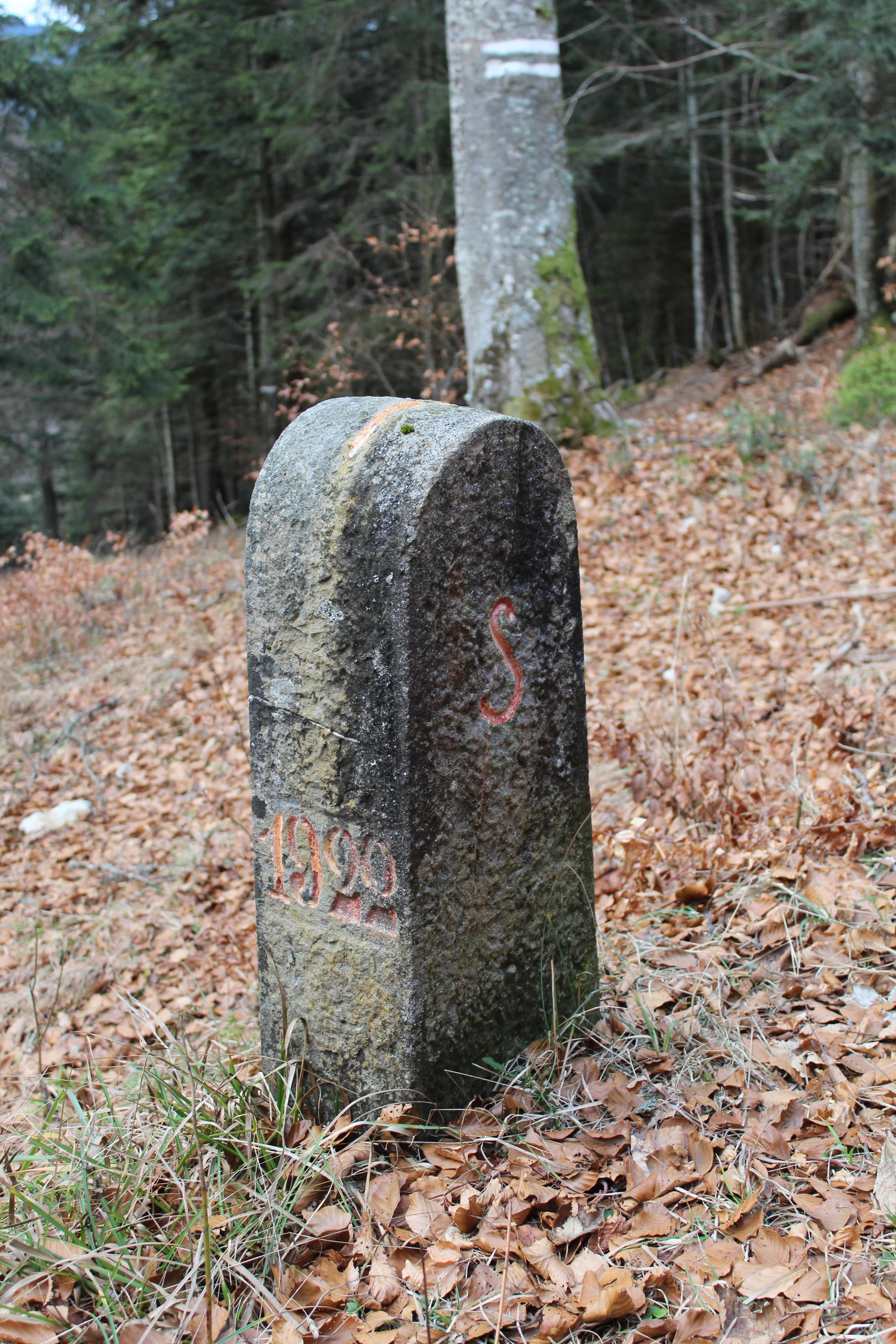
Borne frontière franco-suisse no 53, côté suisse, datée de 1922, entre Jougne et Ballaigues.
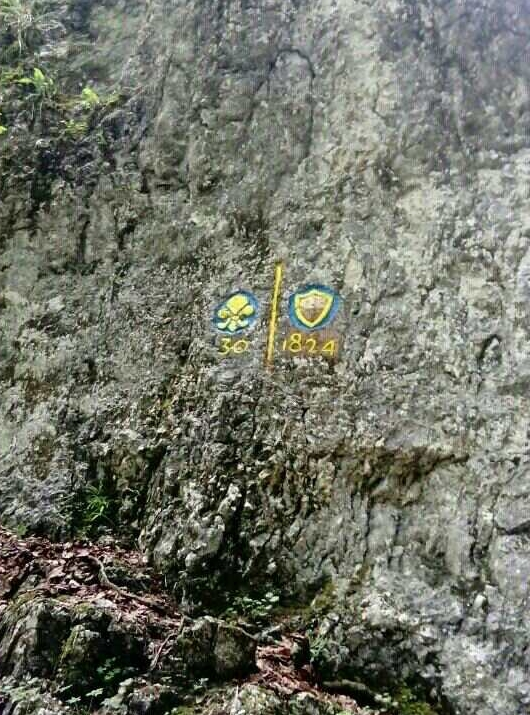
Borne frontière franco-suisse no 30, gravée dans la paroi de La Roche Marquée, datée de 1824, entre Jougne et Ballaigues.

### Frontière franco-allemande
Exemples de bornes :

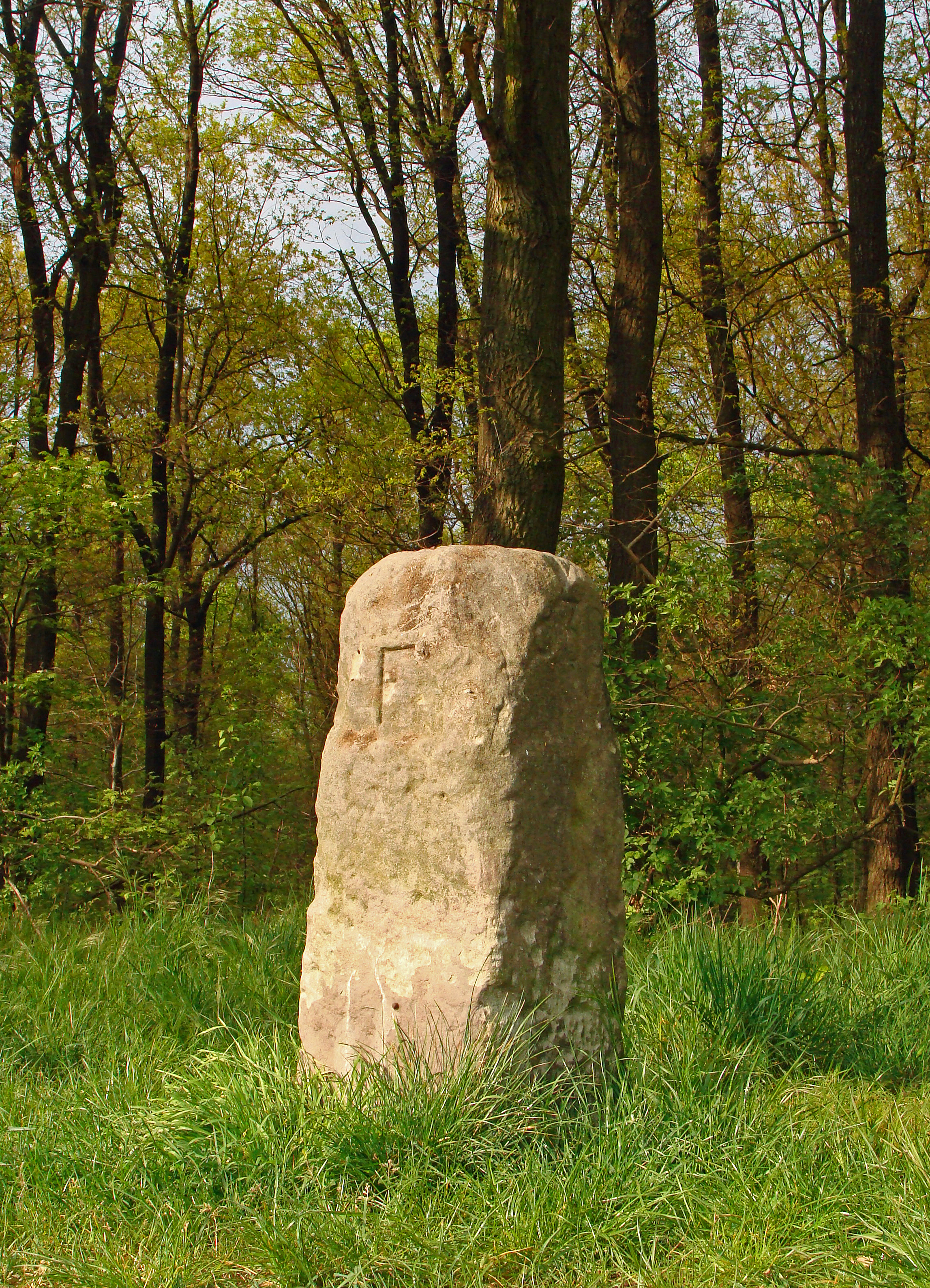
Borne frontière datant de 1830, située à L'Hôpital (Moselle) marquant la frontière entre la France et l'Allemagne. Elle porte la marque "F"
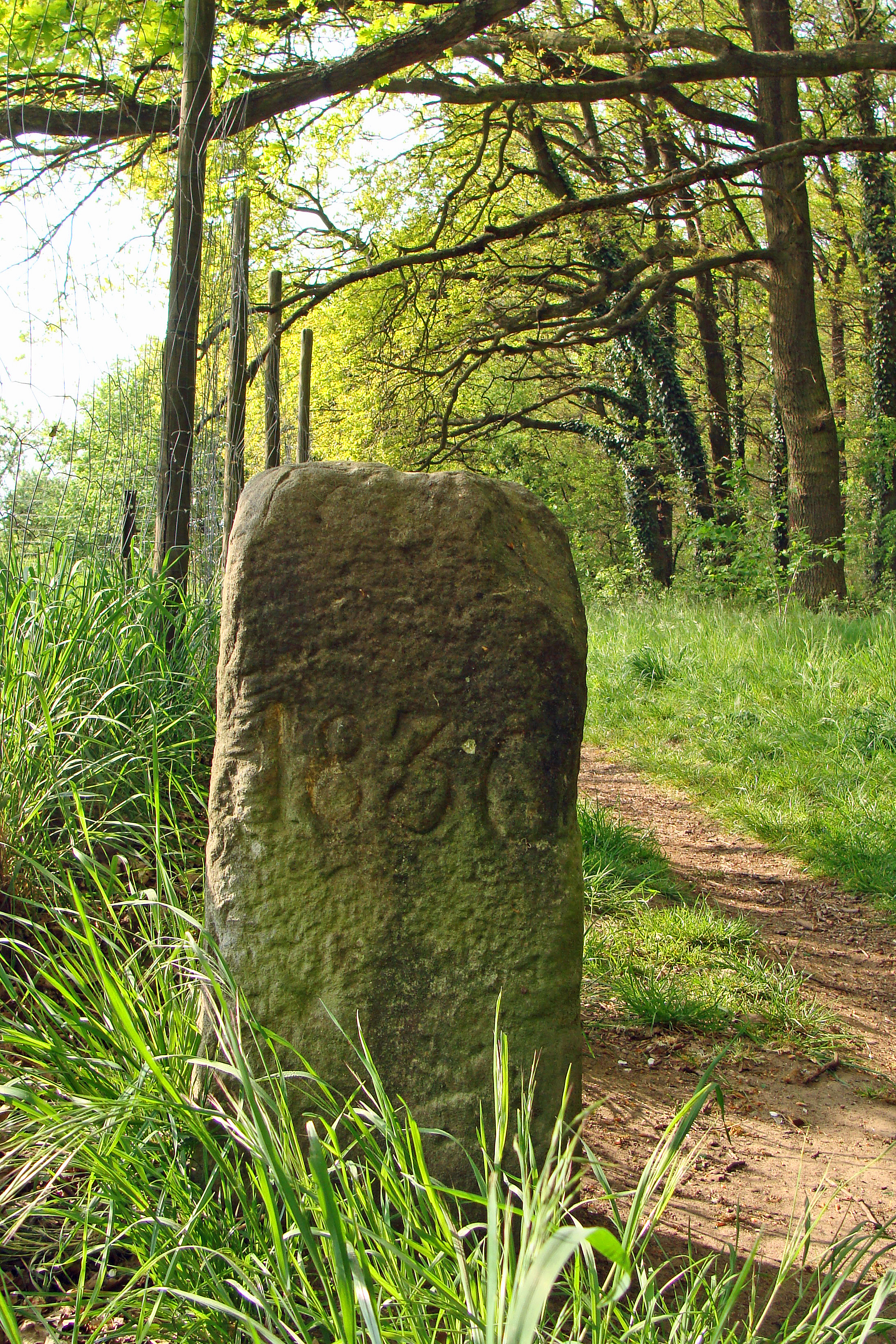
Autre borne frontière datant de 1830, située à L'Hôpital et marquant la frontière entre la France et l'Allemagne. Elle porte la date de 1830
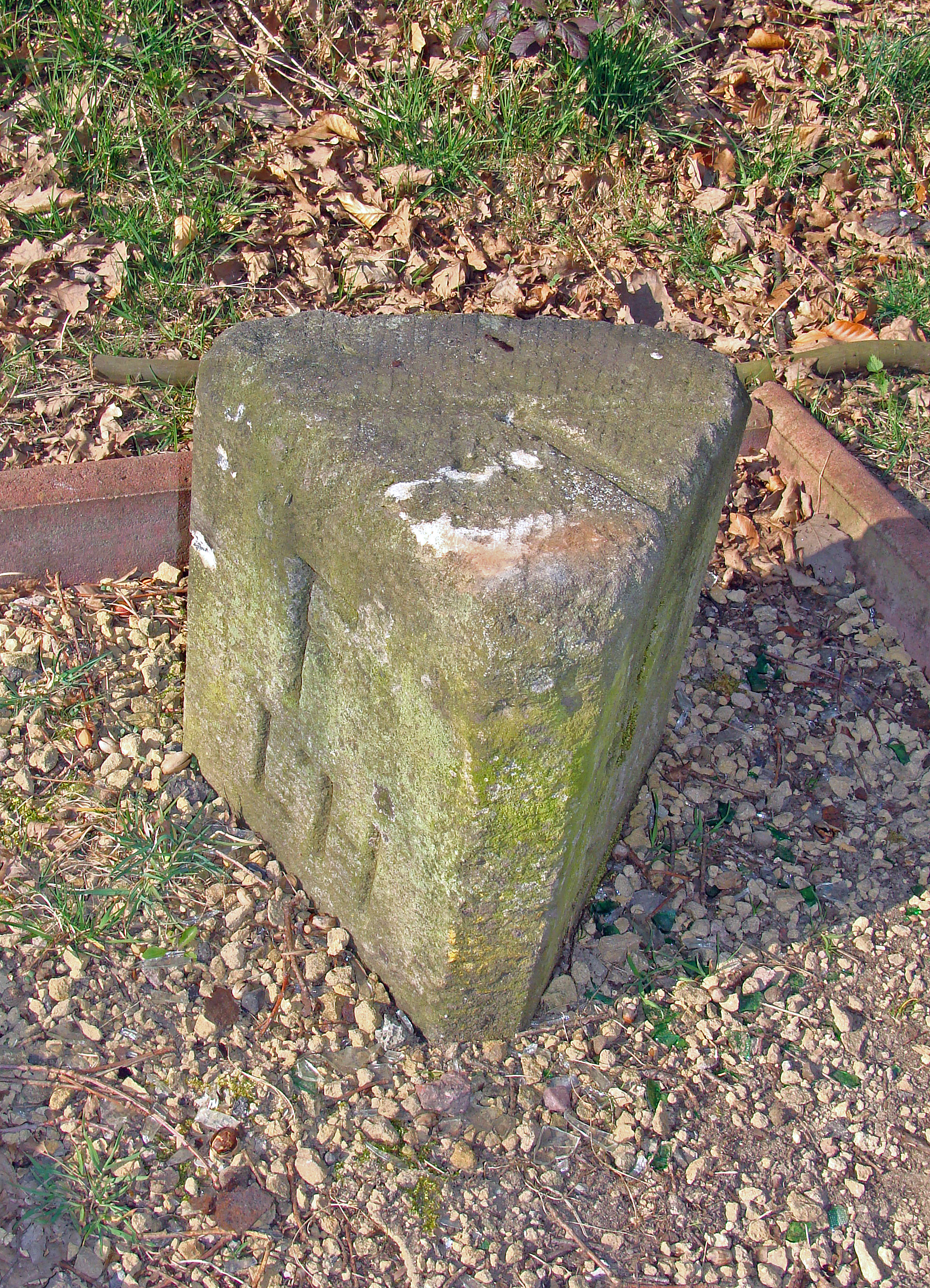
Borne frontière et intercommunale entre la France et l'Allemagne et entre les communes de L'Hôpital, Saint-Avold et Völklingen (Sarre). Borne située près de la cité La Colline à L'Hôpital
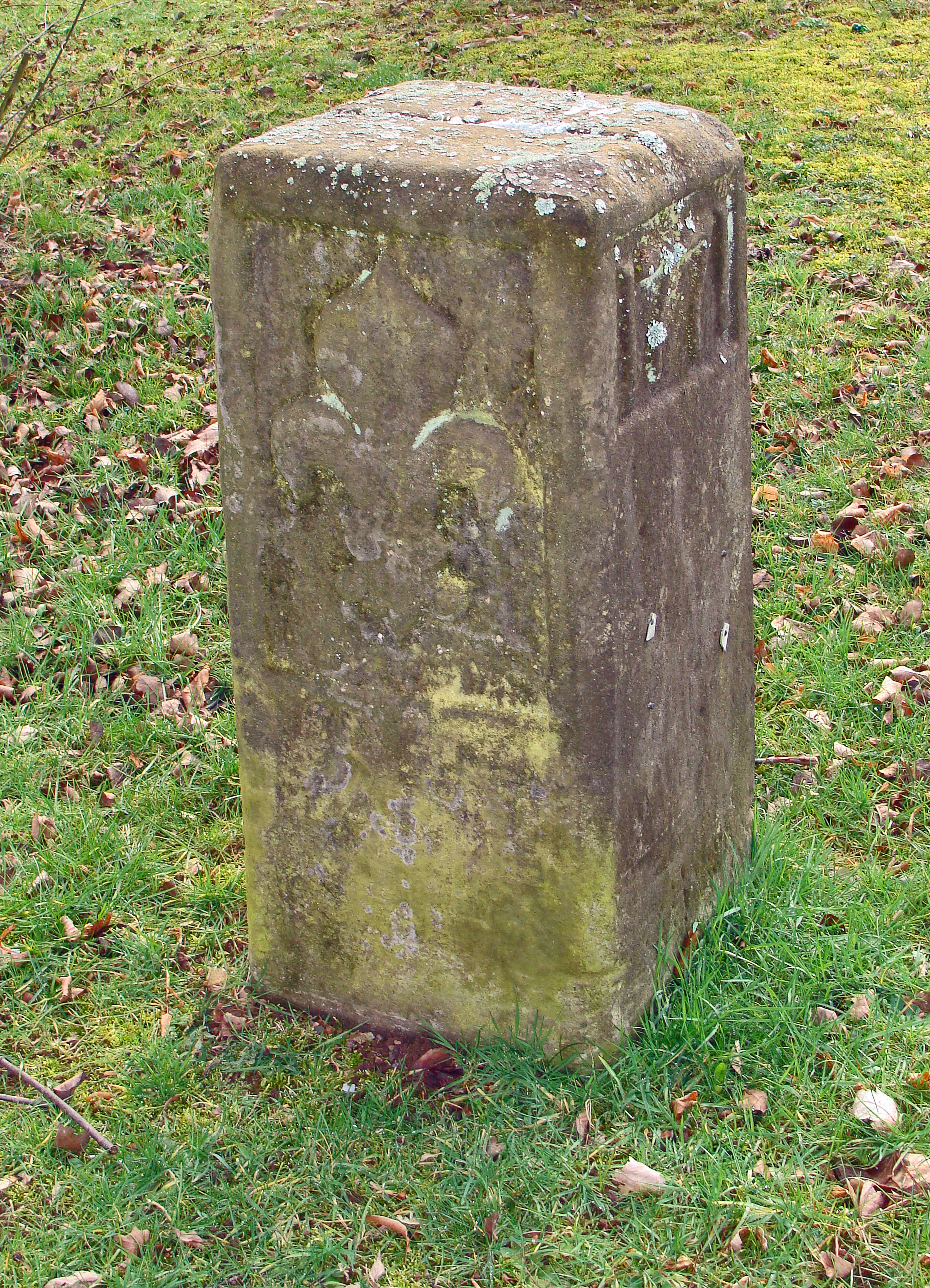
Le baron François-Marie-Claude Richard de Hautesierck (1713-1789) fit établir cette borne frontière portant fleur de lys près de la cité Bois-Richard de L'Hôpital qui porte son nom. Cette borne a été déplacée et se trouve placée près de l'église de Lauterbach (Sarre)
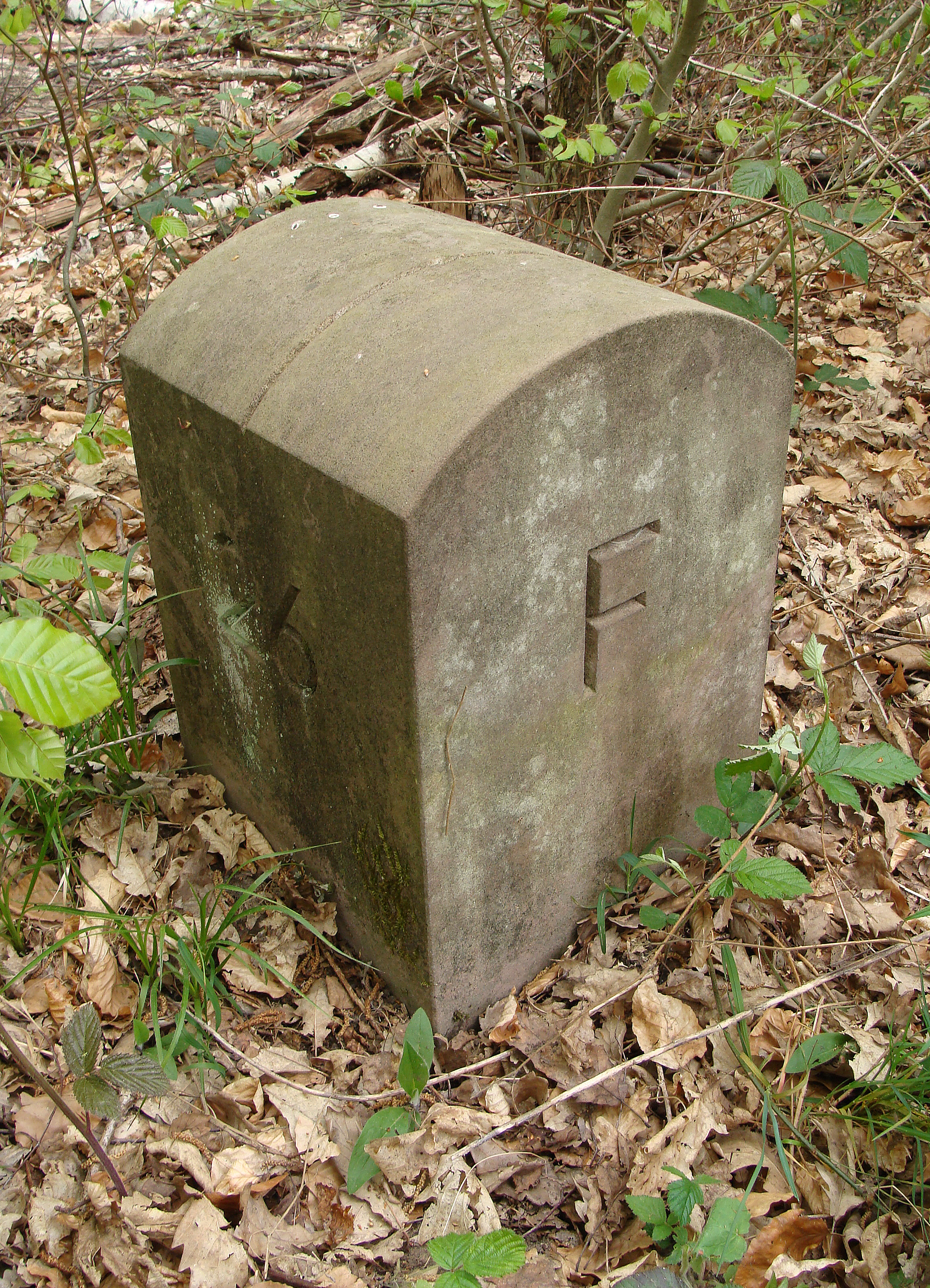
Borne frontière de 1986, photographie prise près de la cité La Colline de L'Hôpital
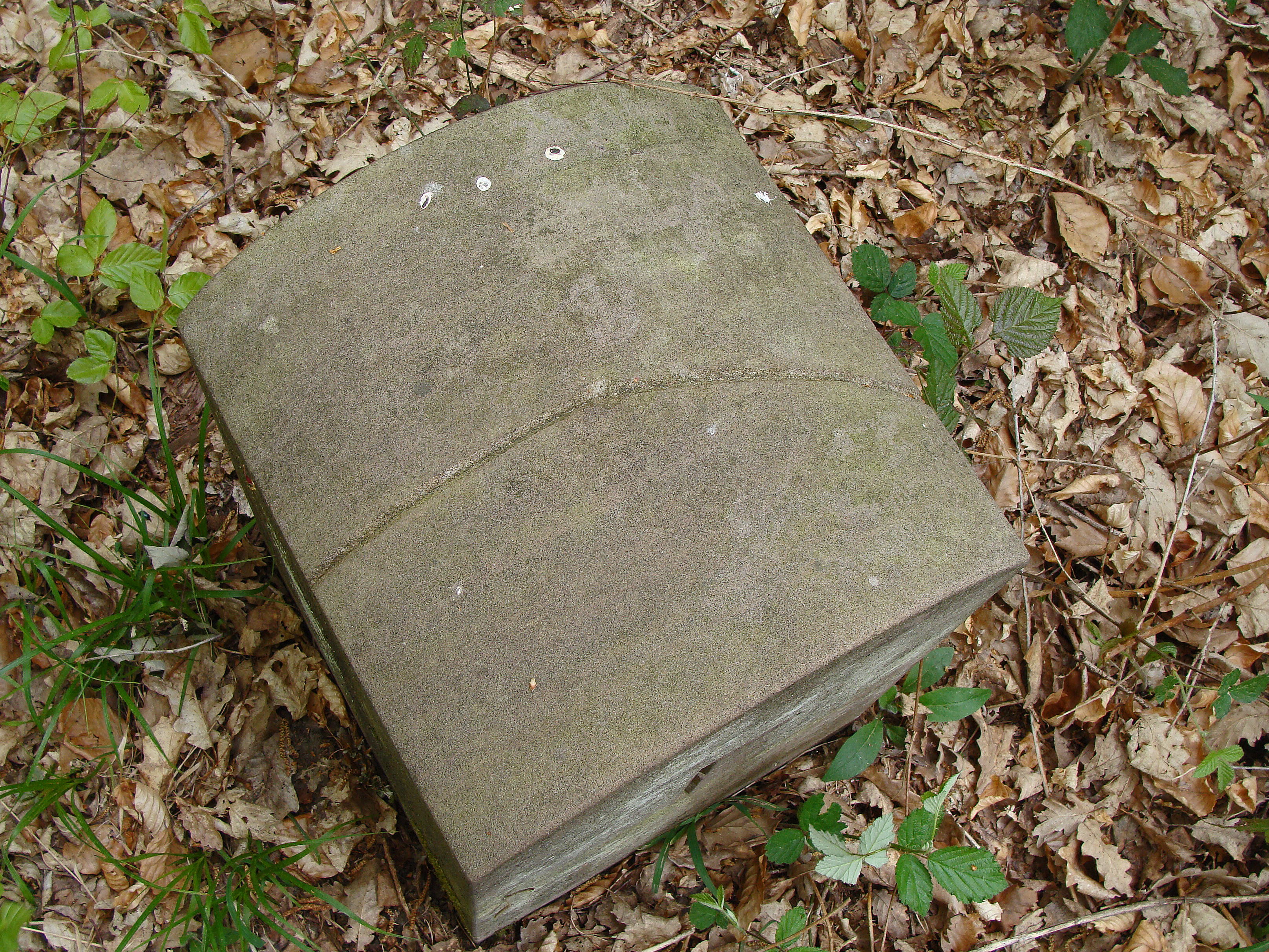
Sillon circulaire sur le dessus de la borne frontière de 1986, photographie prise près de la cité La Colline de L'Hôpital

### Frontière franco-espagnole
Exemples de bornes :

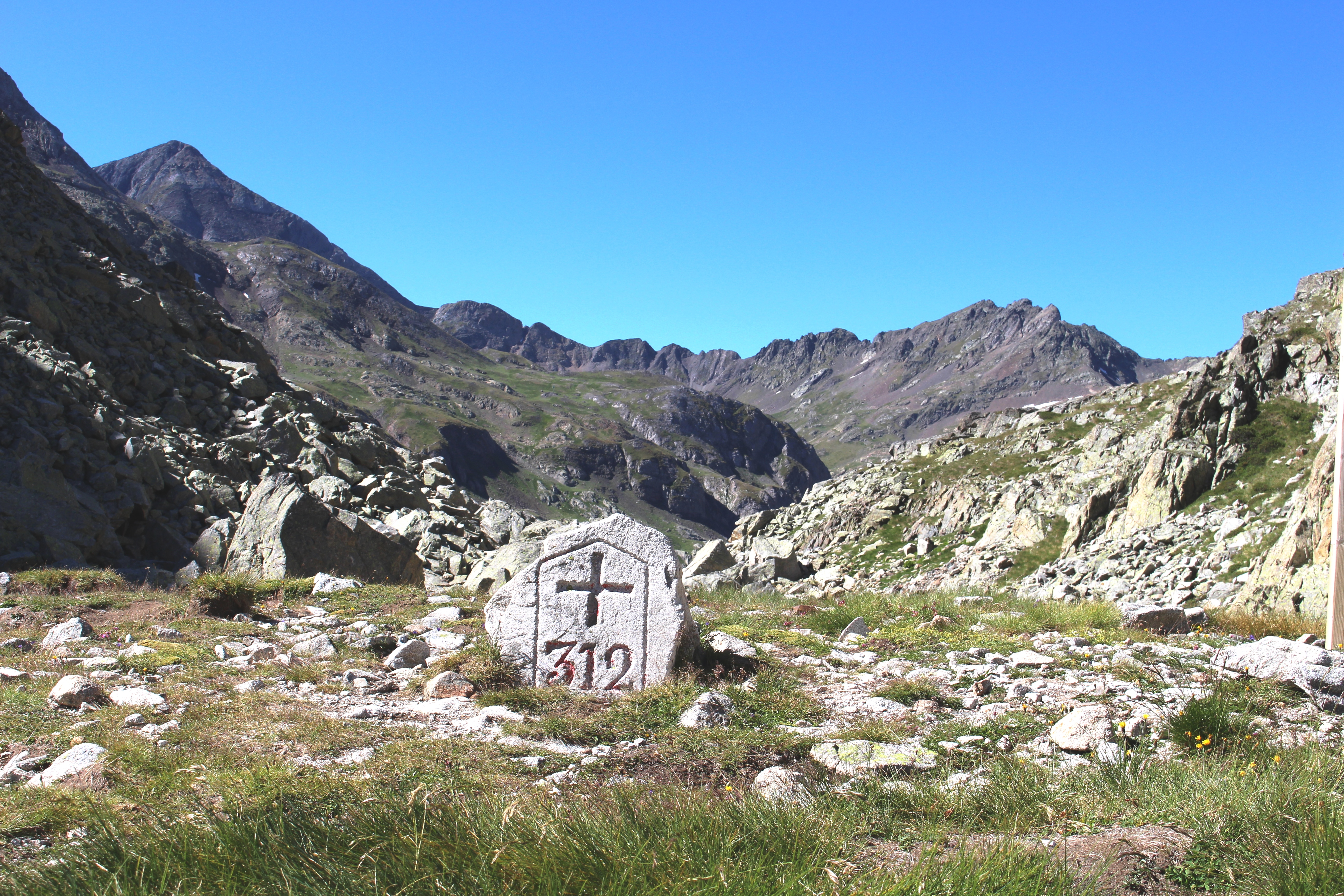
Croix-frontière no 312 située au Port de la Peyre Saint-Martin
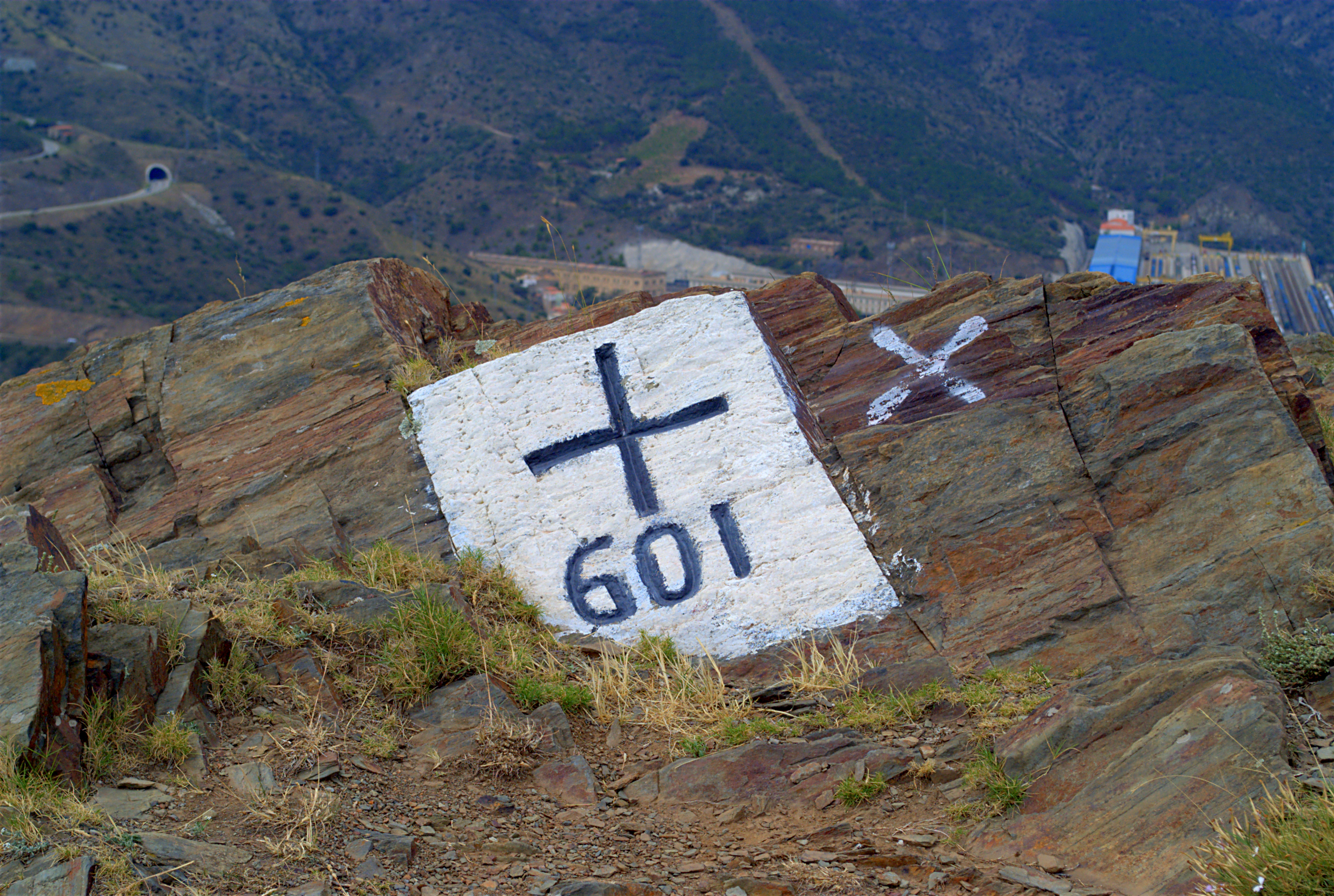
Croix-frontière no 601 située entre Cerbère et Portbou
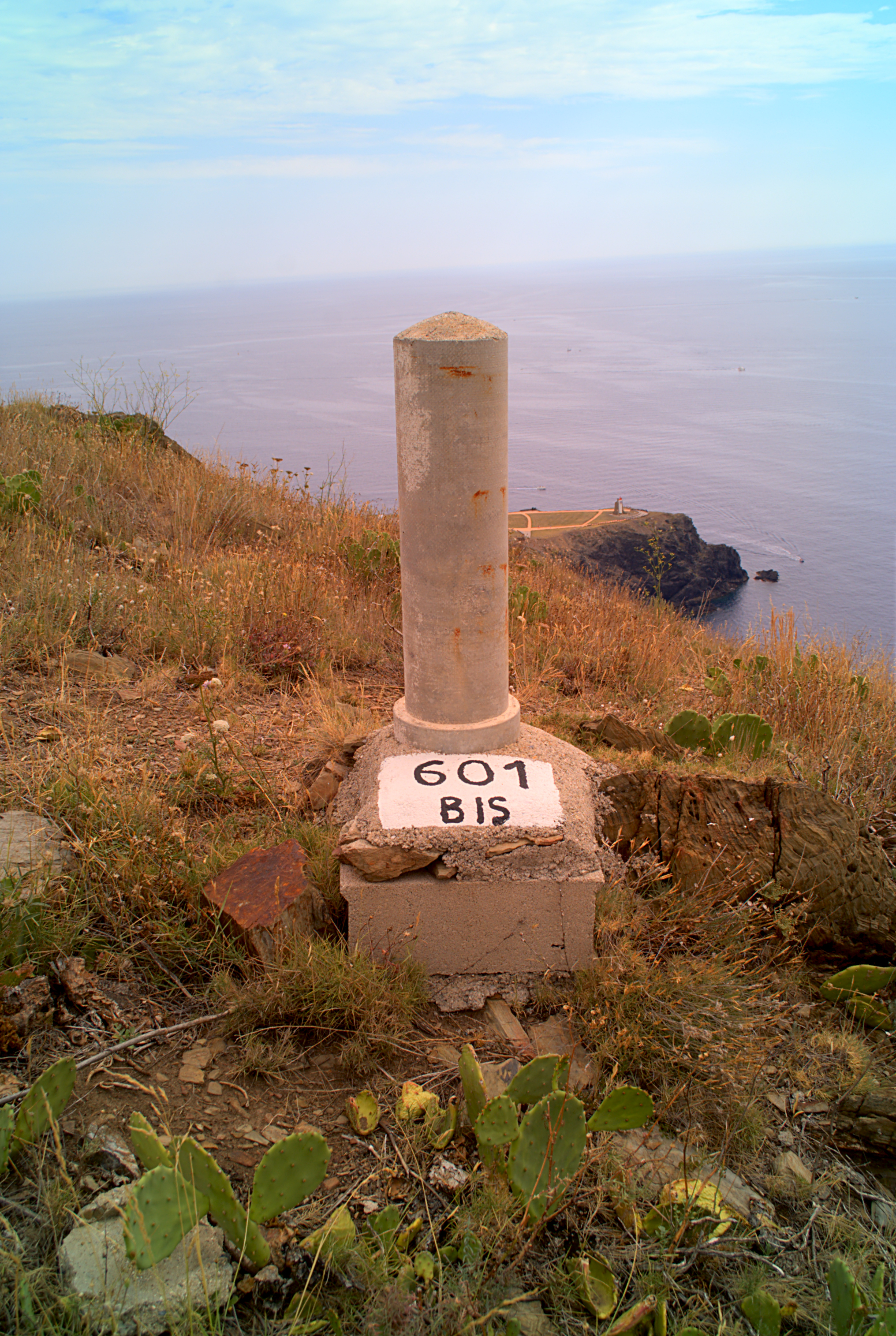
Borne frontière no 601 bis située entre Cerbère et Portbou
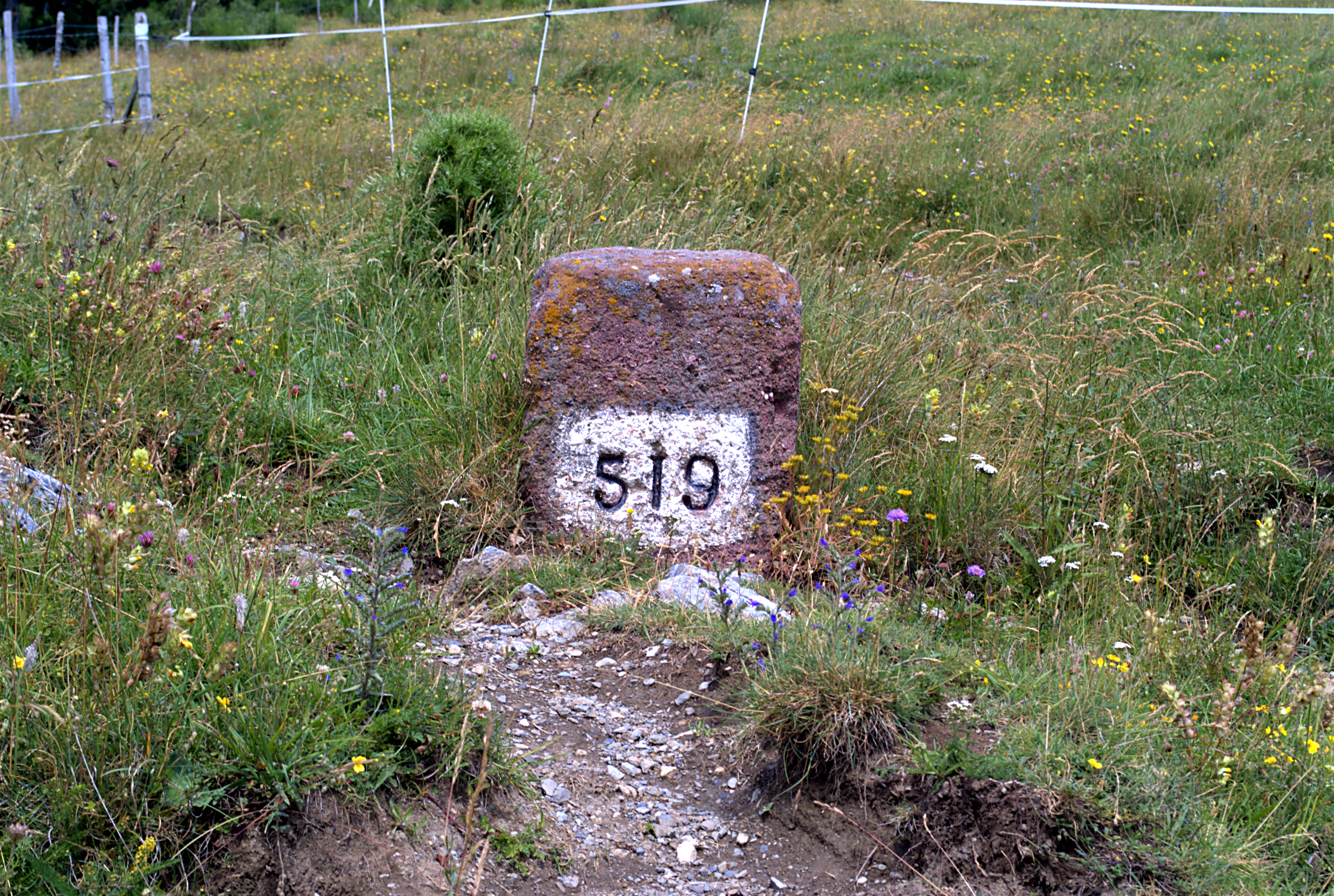
Borne frontière no 519 au Col d'Ares
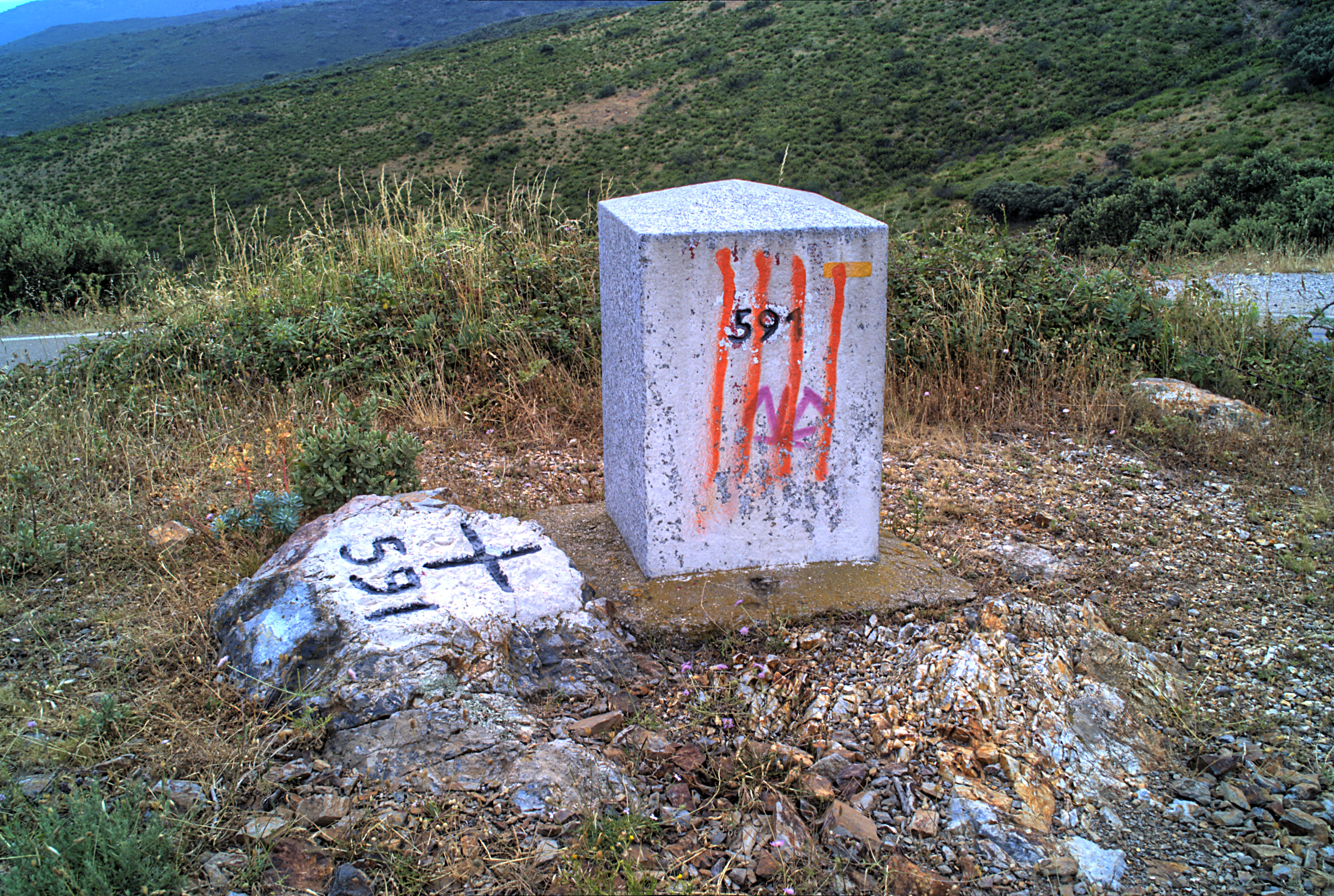
Borne et croix-frontière no 591 au Col de Banyuls
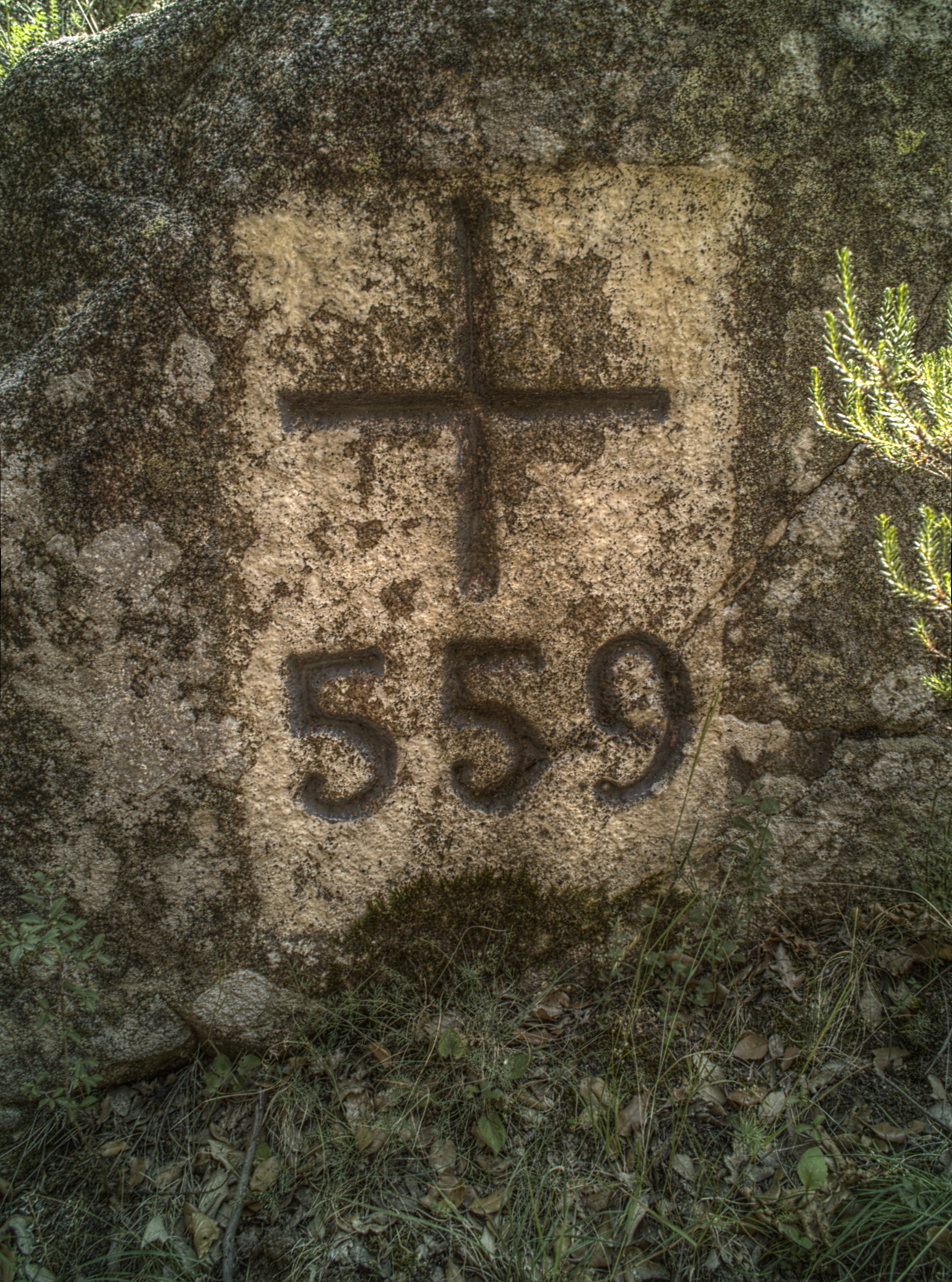
Croix-frontière no 559 au Col de Manrella
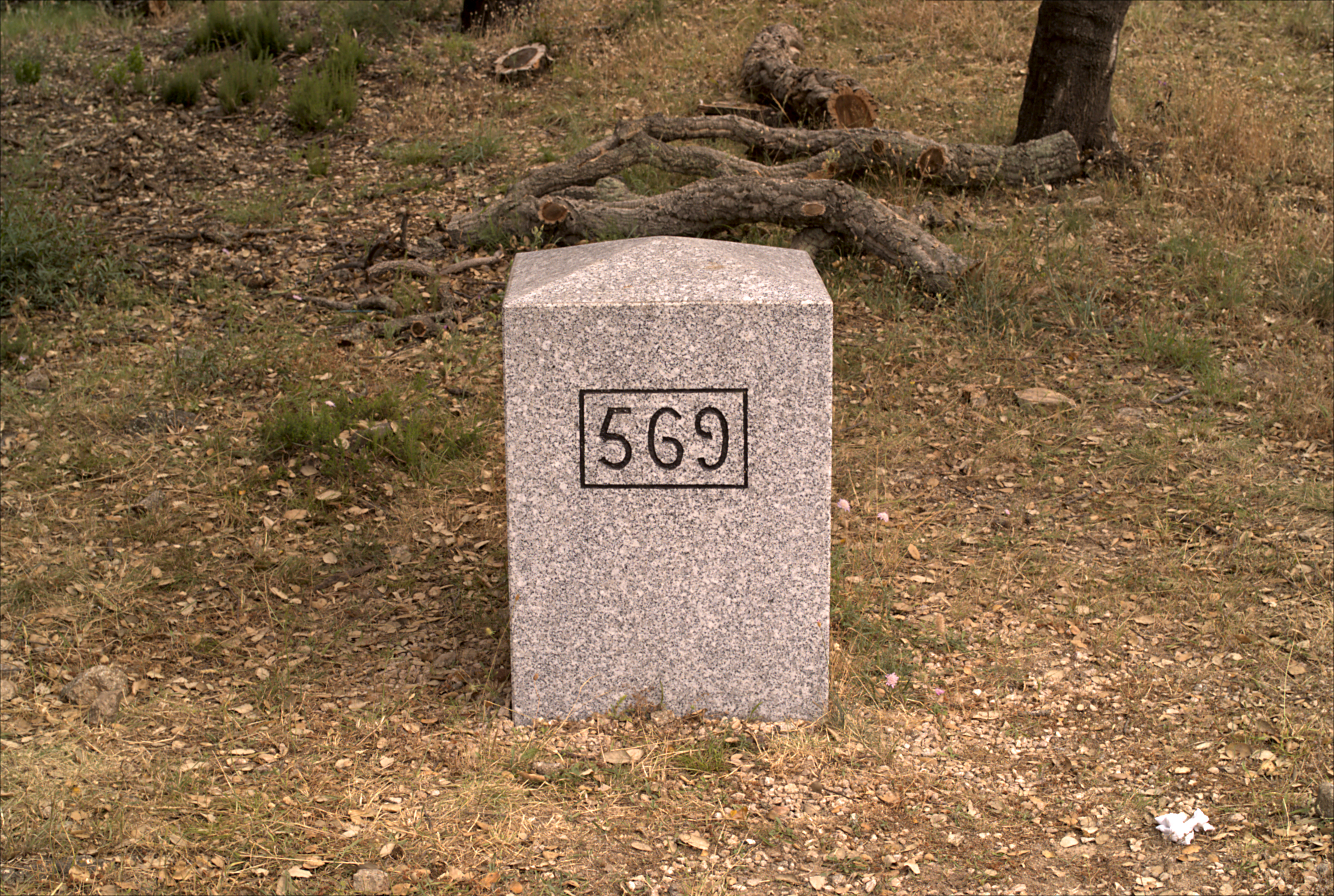
Borne frontière no 569 au Col de Panissars
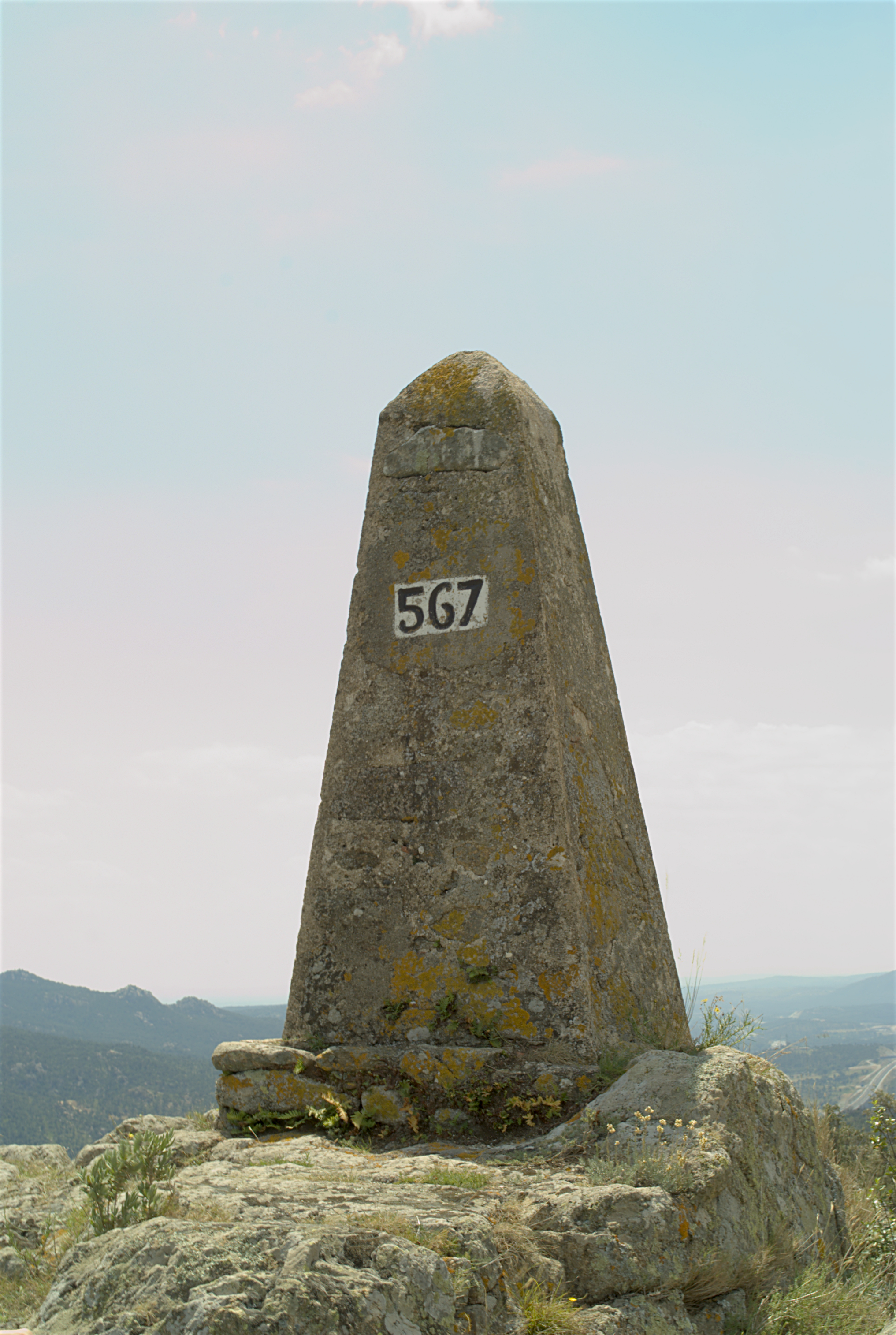
Borne frontière pyramidale no 567 au site archéologique de Panissars
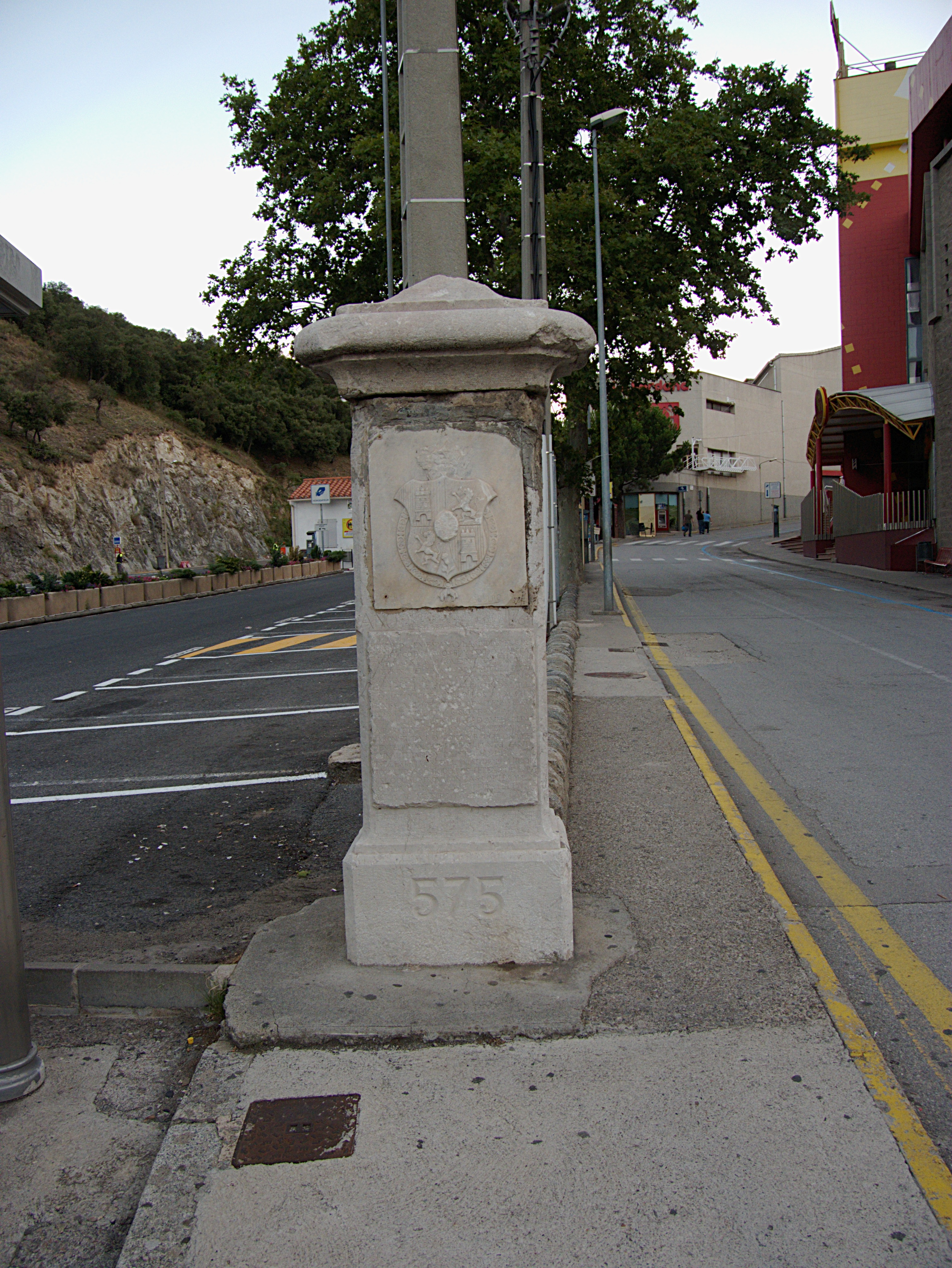
Pilier-frontière no 575 au Perthus

### Frontière belgo-néerlandaise

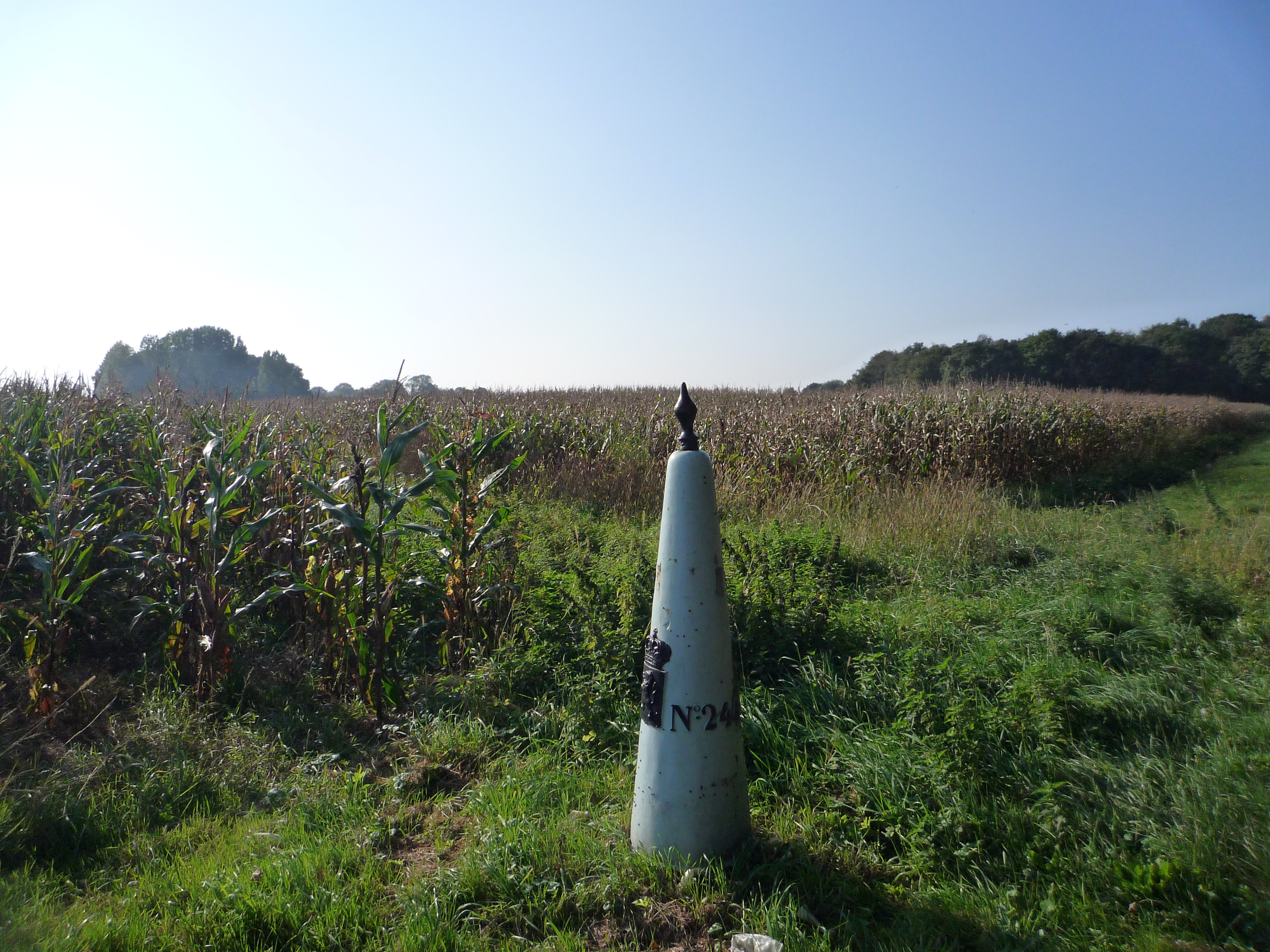
Borne marquant la frontière, au sud-est de Berg-op-Zoom
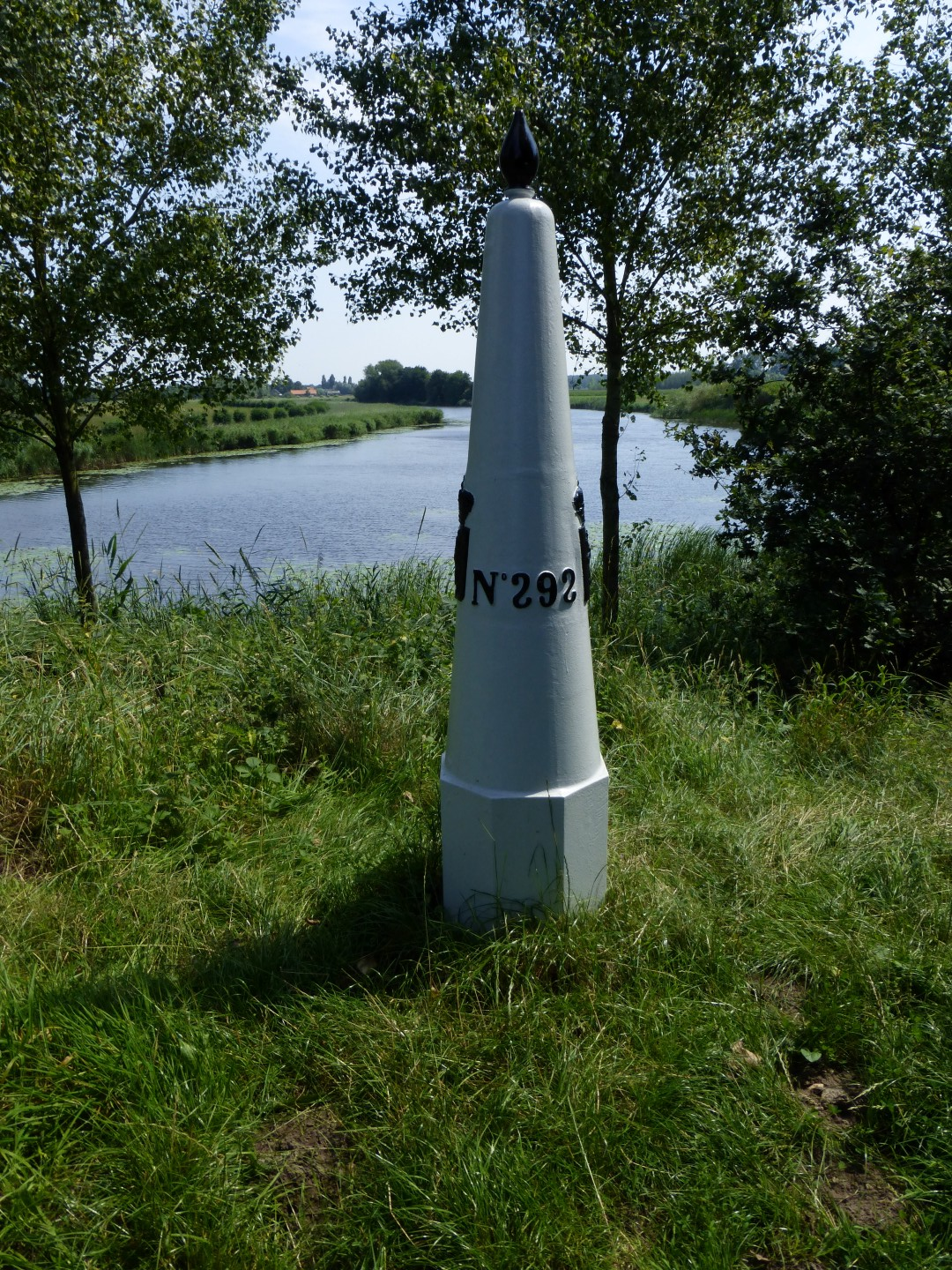
Borne frontière dans le Grote Kreek en Pereboomsgat
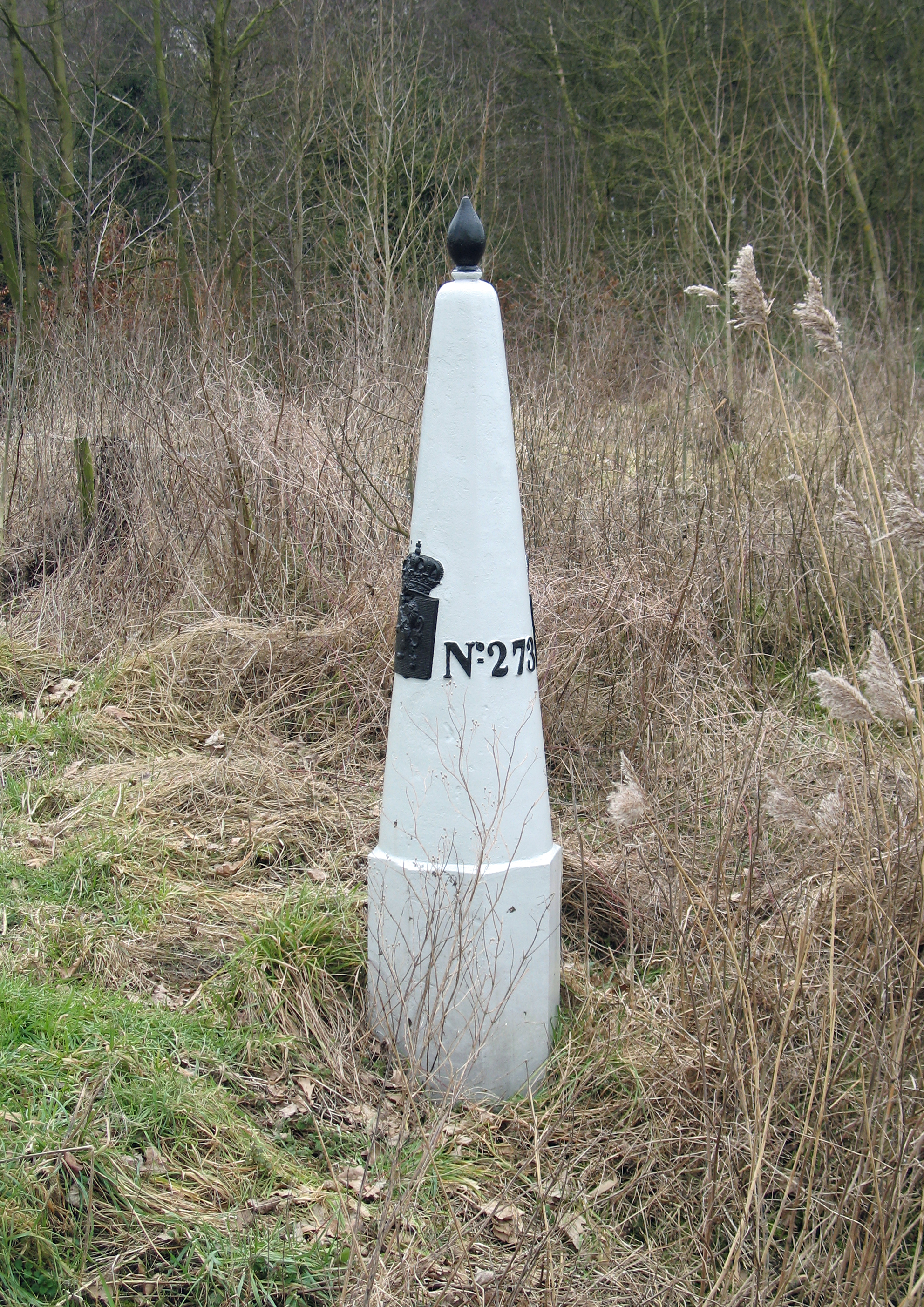
Borne frontière 273 près de La Clinge
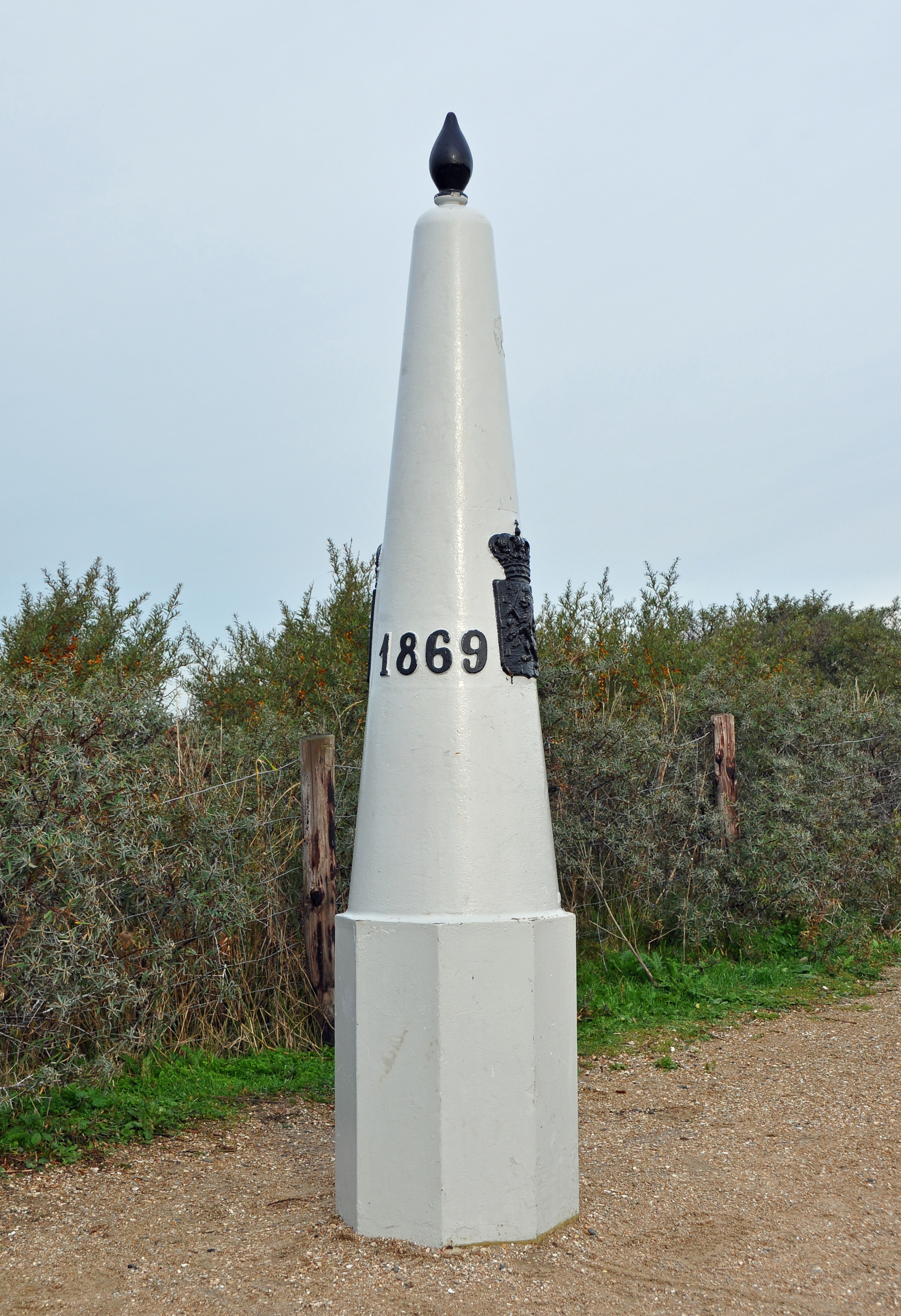
Borne frontière 369 à Cadzand-Bad, près du Zwin et de la Mer du Nord